# Erivaldo
Erivaldo Jorge Paulo Ferreira, noto semplicemente come Erivaldo (Aveiro, 8 febbraio 1994), è un calciatore portoghese naturalizzato angolano, attaccante dell'Anadia.

## Caratteristiche tecniche
È un'ala destra.

## Carriera
Cresciuto nel settore giovanile del Braga, ha esordito in prima squadra il 30 marzo 2014 disputando l'incontro di Primeira Liga perso 1-0 contro il Benfica.